# Herbert Read
Herbert Edward Read, né à Kirkbymoorside (North Yorkshire), le 4 décembre 1893, et mort à Stonegrave (North Yorkshire), le 12 juin 1968, est un historien de l’art, critique littéraire et poète anarchiste anglais.

## Biographie
Herbert Read passe les dix premières années de sa vie dans la ferme de ses parents, avant d’être placé dans un orphelinat à Halifax à la suite de la mort de son père. À l'âge de seize ans, il devient employé de banque à Leeds. Grâce aux cours du soir, il peut entrer à l'Université de Leeds et y étudie de 1911 à 1914.
Il découvre l'anarchisme en lisant un texte d'Edward  Carpenter, Non-Governmental Society, publié  en 1911. Séduit par ce courant de pensée, il ne cesse sa vie durant de le promouvoir.
Ses études sont interrompues par le déclenchement de la Première Guerre mondiale. En 1915, il se porte volontaire et sert dans l'infanterie en France, où il reçoit la Croix militaire (1917) et l'Ordre du Service distingué (1918). Pendant la guerre, il fonde la revue Arts et Lettres avec Frank Rutter (en).
Ses premiers textes, Songs of Chaos (1915) et Naked Warriors (1919), sont marqués par les horreurs de la guerre, vécues pendant ses trois années de service comme officier d'infanterie dans les tranchées de la Première Guerre mondiale.
En 1922, il obtient un poste au Victoria and Albert Museum où il reste dix ans.
Au début des années 1930, il entame une carrière d’enseignant et intervient notamment dans les universités d'Édimbourg, de Liverpool, d'Harvard et du Massachusetts.

### Engagements

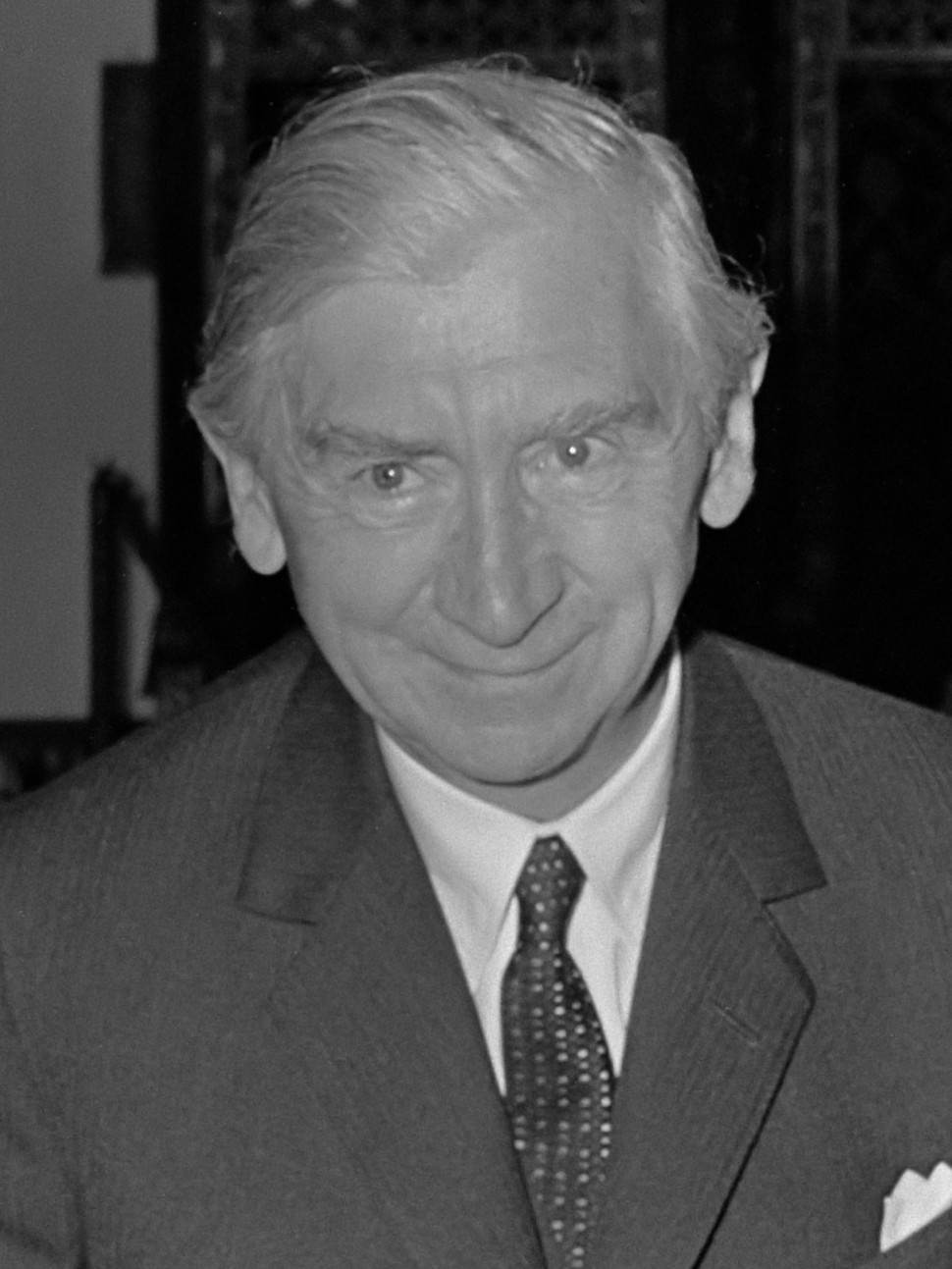
Herbert Read, en 1966.

Il définit en 1937, l’essentiel de son engagement dans Art and Society : l'art le plus achevé par le passé est le fait de sociétés communautaires et l'artiste moderne, conscient de la capacité qui est la sienne de transformer le monde en lui transmettant sa vision d’une nouvelle réalité, doit devenir plus authentiquement communiste que ceux prétendument tels, qui acceptent de composer avec les conventions esthétiques de sa version soviétique. Il hésite à utiliser le terme d’« anarchisme », en raison de ses connotations péjoratives évoquant la violence, pour décrire ses préférences culturelles et politiques. Mais il en vint à penser qu’il n’a guère le choix car les autres concepts sont entachés de tares encore plus graves.
Pendant la guerre d'Espagne, il contribue au journal Spain and the World (1936-1938) publié par Freedom Press en soutien à la révolution sociale espagnole de 1936 et aux anarcho-syndicalistes de la Confédération nationale du travail.
En 1945, il crée avec George Woodcock (secrétaire) et George Orwell (vice-président), un « Comité de défense de la Liberté » (Freedom Defence Committee) en soutien au collectif éditorial du journal antimilitariste War Commentary for Anarchism (1939-1945) publié légalement à Londres pendant la Seconde Guerre mondiale. Vernon Richards, Marie-Louise Berneri, John Hewetson et Philip Sansom sont poursuivis pour conspiration et incitation à la désertion, les trois hommes sont condamnés à neuf mois de prison.
En 1947, il fonde avec, entre autres, Roland Penrose, l'Institute of Contemporary Arts (Londres).
En 1953, il est fait chevalier pour son œuvre et son action en faveur de l’art moderne (Sir). Cette distinction provoque un tollé dans le milieu libertaire, qui ne comprend pas pourquoi il l'a acceptée et se considère ridiculisé par cet adoubement. Il essaie de se justifier, en déclarant qu'« il est
parfaitement possible, et même normal, de vivre une vie de contradictions ».

### Pensée et influence politique
L'œuvre de Herbert Read influence des auteurs comme Alex Comfort, Howard Zinn ou Murray Bookchin. Elle pose les bases des nouvelles orientations de la théorie anarchiste qui émerge à la suite de la Seconde Guerre mondiale.
En 1940, dans The Philosophy of Anarchism, il développe une conception écologique de l'anarchisme mettant l'accent sur la spontanéité et la différenciation. Pour lui, la société est comme un être organique dans lequel les communautés peuvent vivre naturellement et librement, et les individus peuvent se développer dans la conscience de la force, la vitalité et de joie. Les progrès d'une société étant mesuré par le degré de différenciation qu'elle accepte. C'est, en partie, à la suite de cette lecture que Murray Bookchin élabore les concepts d'écologie sociale et de municipalisme libertaire.
Par ailleurs, Read note que même si « vous abolissez toutes les autres classes et distinctions et gardez une bureaucratie, vous êtes encore loin de la société sans classes, car la bureaucratie est elle-même le noyau d'une classe dont les intérêts sont totalement opposés aux gens qu'elle prétend servir ». Dans la structure bureaucratique de l'État moderne, le mobile du professionnel de la politique étant son ambition personnelle et sa mégalomanie. Une notion développée par Alex Comfort dans son ouvrage Authority and Delinquency in the Modern State, dans lequel il fait valoir que l'État bureaucratique, à travers ses structures de pouvoir, fournit une prime au personnel politique marqué par des tendances psychopathiques.
Il cherche à empêcher l'arrivée au pouvoir de politiciens et de bureaucrates professionnels en préconisant un « retour à une base fonctionnelle de représentation » composée d'instances décentralisées autogérées et fédérées. Le politicien professionnel est alors remplacé par le délégué révocable « qui continue à travailler au sein de sa région, de sorte qu'il n'y ait pas de fonctionnaires à temps complet, pas de bureaucrates, pas de politiciens, pas de dictateurs ».

## Publications (choix)

### En français
- Extraits du journal de guerre, 1918, lire en ligne.
- Anarchisme, Marxisme, existentialisme, 1949, Noir & Rouge, n°4, hiver 1956-1957, extraits en ligne.

### En anglais
- Naked Warriors (1919)
- English Prose Style (1931)
- Wordsworth (1932)
- Art Now (1933)
- Art and Industry (1934)
- The Green Child (1935)
- The Grass Roots of Art (1937)

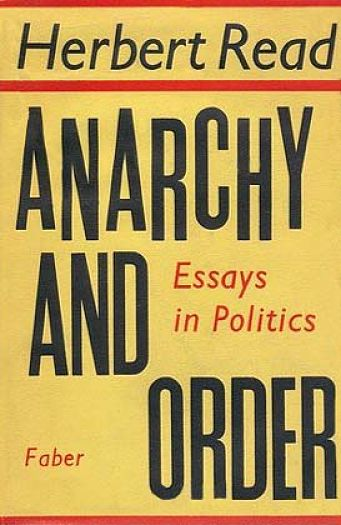
Anarchy & Order, édition de 1953.

- Collected Essays in Literary Criticism (1938)
- Anarchy & Order : Poetry & Anarchism, 1938, 1971 avec une préface de Howard Zinn.
- Philosophy of Anarchism (1940)
- The Paradox of Anarchism, 1941[11].
- Education Through Art (1943)
- Art and Society (1945)
- Existentialism, Marxism and Anarchism (1949)
- Education for Peace (1950)
- The Art of Sculpture (1951)
- Revolution & Reason (1953)
- Education Through Art (1954)
- Icon and Idea (1955)
- The Tenth Muse (1957)
- Introduction à Pierre Stephen Robert Payne, Hubris : a Study of Pride (1960)
- Eric Gill (1963)
- To Hell With Culture, 1963[12].
- (éd.), Unit One (1966)
- My Anarchism (1966)
- Art and Alienation (1967)
- Arp (The World of Art Library) (1968)